# I Sotterranei
I Sotterranei è la terza storia a fumetti di Valentina, celebre personaggio creato da Guido Crepax. Inizialmente concepita come un'avventura del supereroe Neutron e pubblicata sulla rivista linus, la storia è stata ampliata in occasione della prima pubblicazione su libro con un prologo e un finale alternativo.

## Trama

### Prologo: Gli ussari della morte
Valentina è a una festa di hippies e sogna di essere una rivoluzionaria di epoca napoleonica che viene catturata e sottoposta a un durissimo addestramento dagli ussari prussiani. A fine serata Valentina è esanime e viene caricata in auto, portata a casa e messa a letto (in parallelo continua il sogno in cui viene sottoposta a bizzarri rituali). Il giorno dopo viene svegliata in pieno pomeriggio da una modella per uno shooting fotografico.

### I Sotterranei
Valentina viene ingaggiata per scattare fotografie in una grotta in Nevada a 500 metri di profondità, dove sono stati trovati scheletri umani. La spedizione perde i contatti, e i soccorritori trovano la squadra paralizzata mortalmente, con Valentina scomparsa.
Philip Rembrandt, avvisato della scomparsa, parte immediatamente per cercarla. Nella grotta, a 750 metri di profondità, incontra uomini che parlano una lingua a lui familiare, che identifica come i "cavalieri ciechi degli abissi" (dei quali aveva sentito parlare da bambino nella sua famiglia), che hanno poteri medianici simili ai suoi. Sfuggito ai primi, incontra altri Sotterranei meno ostili che lo conducono a Kómyatan, una città a 20.000 metri di profondità. Qui Philip scopre le sue origini legate ai Sotterranei e viene a conoscenza di enormi creature zodiacali che un tempo dominavano il sottosuolo e di una città rivale, Tóitatnan, dove Valentina è prigioniera.
Philip si unisce a una spedizione per salvare Valentina. Nella città di Tóitatnan, dominata da un regime autocratico guidato dal Grande Supremo, assistono a macabre esecuzioni e preparativi di guerra. Tornato a Kómyatan, Philip addestra gli abitanti per difendersi dall'aggressione di Tóitatnan. La difesa ha successo e Philip può tornare a cercare Valentina.
Durante uno spettacolo a Tóitatnan, Philip riconosce e riesce a salvare Valentina. Nella fuga, la città viene distrutta da una delle creature zodiacali (il Capricorno) e i due riescono a superare vari pericoli e a risalire in superficie.

### Finale originale (1966)
Valentina viene ricoverata in una clinica psichiatrica per riprendersi dallo shock dell’avventura, dove Philip la va a prendere per riaccompagnarla in Italia. Nei giorni seguenti vengono avvistati alcuni Sotterranei in diversi luoghi degli Stati Uniti. (Questo finale si collega alla storia La discesa).

### Finale alternativo (1968)
Valentina riceve la visita di Arno Treves, un regista veneziano che vorrebbe fare un telefilm basato sulla sua avventura. Durante le riprese nella grotte una spaccatura nella roccia separa Valentina, Arno e Philip dal resto della troupe. Philip rivela ciò che ha appreso dai Sotterranei: i movimenti periodici della Grande Bilancia provocano grandi sconvolgimenti nella geografia del sottosuolo. Una volta cessato il movimento i tre cercano di risalire in superficie. (Questo finale si collega alla storia Valentina perduta nel paese dei sovieti).

## Personaggi

### Valentina Rosselli
Fotografa milanese e fidanzata di Philip Rembrandt, in questa avventura viene rapita dai misteriosi Sotterranei. Questo genererà in lei uno shock che tornerà a tormentarla periodicamente negli anni successivi. Alla fine della vicenda conosce Arno, che si aggiunge a Philip come suo amante, trasformando temporaneamente la coppia in un triangolo amoroso.

### Philip Rembrandt / Neutron
In questa avventura Philip, impegnato nella ricerca di Valentina, si imbatte in una vicenda che lo porta a scoprire le sue origini (è un lontano discendente dei Sotterranei) e a partecipare allo scontro tra due città che rappresentano visioni politiche contrapposte (democrazia contro autoritarismo).

### Sotterranei di Kómyatan
Questi Sotterranei vivono secondo i principi di democrazia, libertà e uguaglianza. Hanno un parlamento (l'Assemblea degli Uguali) e si mostrano accoglienti nei confronti di Philip. Nella guerra contro Tóitatnan, rappresentano metaforicamente i guerriglieri Viet Cong che resistono contro l'imperialismo americano. (L'intervento statunitense nella guerra del Vietnam ebbe luogo proprio in quegli anni).

### Sotterranei di Tóitatnan
Al contrario, i Sotterranei della città di Tóitatnan, sono dominati da un regime autocratico capeggiato dai Superiori e dal Grande Supremo. Sono suprematisti e guerrafondai, costituendo un chiaro riferimento al regime nazista. Alla fine della storia la loro città viene distrutta, ma ciononostante torneranno come antagonisti nelle vicende successive.

### Creature zodiacali
Grandi creature che un tempo dominavano il mondo sotterraneo, ricalcano fedelmente i 12 segni zodiacali. In particolare sono citati: lo Scorpione (Mákla Dráknen), che impedisce il passaggio tra le due città e viene eliminato dalle macchine da guerra di Tóitatnan; il Capricorno (Mákla Kóbtan), acerrimo nemico di Tóitatnan, che alla fine distrugge la città; la Vergine (J́ghna Máutia), gigantesca donna in grado di paralizzare mortalmente chiunque con lo sguardo, viene infine uccisa dal Sagittario (Mákla Kéntara), suo rivale; infine la Bilancia (Mákla Wága), grande formazione rocciosa che con i suoi movimenti sconvolge periodicamente la geografia del mondo sotterraneo (rendendo imprevedibile il luogo da cui i protagonisti riemergeranno alla fine della storia).

### Arno Treves
Regista veneziano; nella versione originale, questo personaggio viene introdotto nella successiva La discesa, mentre nella versione definitiva è presentato alla fine di questo episodio e diviene fin da subito un nuovo amante di Valentina. La loro relazione andrà avanti per alcuni episodi, finché Valentina non deciderà di rimanere solo con Philip.

## Curiosità
- I Sotterranei parlano una lingua particolare, che fu inventata da Crepax insieme alla moglie Luisa (laureata in lingue e letteratura tedesca) prendendo spunto dal gotico del Codex Argenteus. Nella prima edizione su libro, è stato pubblicato un glossario con le traduzioni delle frasi presenti nella storia. La lingua sotterranea verrà ripresa in altre storie di Valentina (soprattutto negli archi narrativi dei Sotterranei e di Baba Yaga).
- Il finale originale, insieme al successivo episodio La discesa, nella continuità della saga di Valentina sono stati sostituiti dal nuovo finale, che si unisce direttamente a Valentina perduta nel paese dei sovieti. L'esistenza di due linee temporali alternative è risolta da una spiegazione della stessa Valentina, che in Valentina nel Vaso di Pandora sostiene che la prima versione consista in realtà in una sua invenzione fantasiosa, creata per sopperire alla scarsa originalità del telefilm ideato da Arno.

## Pubblicazioni
- linus febbraio/maggio 1966[1][2][3][4]
- Milano Libri (Valentina) novembre 1968
- RCS (Volumi 1-2) 2007
- Salani (I Sotterranei) 2010
- Mondadori (Volume 25) 2015
- Feltrinelli (I Sotterranei) 2024